# قصة فيرديناند (رواية)
قصة فرديناند (بالإنجليزية: The Story of Ferdinand)‏ رواية صدرت عام 1936 وتعدأفضل عمل للمؤلف الأمريكي مونرو ليف في أدب الأطفال. وتحكي الرواية قصة الثور يفضل شم رائحة الزهور على القتال في مصارعة الثيران.

## مقالات ذات صلة
- فيرديناند (فيلم) 2017